# Elga Bassøe
Elga Maria Bassøe (* 23. November 1896 in Randers; † 9. April 1987 in Kopenhagen) war eine dänische Schauspielerin.

## Leben
Elga Bassøe war die Tochter des Theaterregisseurs und Intendanten Ove Bassøe (1872–1937). 
Sie absolvierte ihre Schauspielausbildung von 1915 bis 1918 an der Eleveskol des Königlichen Theaters. Im Jahr 1918 hatte sie ihr Bühnendebüt am Nørrebro-Theater. Sie stand im Laufe ihrer Karriere in zahlreichen Theatern in ganz Dänemark auf der Bühne, so auch in kleinen Provinztheatern. Sie war zudem langjähriges Ensemblemitglied am Odense Teater sowie später auch am Aarhus Teater. Bassøe stand vereinzelt noch bis ins hohe Alter auf der Bühne.
Von 1923 bis 1956 stand Bassøe in fünf Spielfilmen vor der Kamera, davon in zwei Stummfilmen.
Elga Bassøe war dreimal verheiratet und hatte keine Kinder. Sie starb am 9. April 1987 im Alter von 90 Jahren. Ihre Grabstätte befindet sich auf dem Søndermark-Kirkegard in Frederiksberg.

## Filmografie
- 1923: Im siebten Himmel (Blandt byens børn)
- 1923: Kan Kaerlighed kureres?
- 1944: Elly Peterse
- 1954: Vores lille by
- 1956: Tante Tut fra Paris